# Flemingtorget

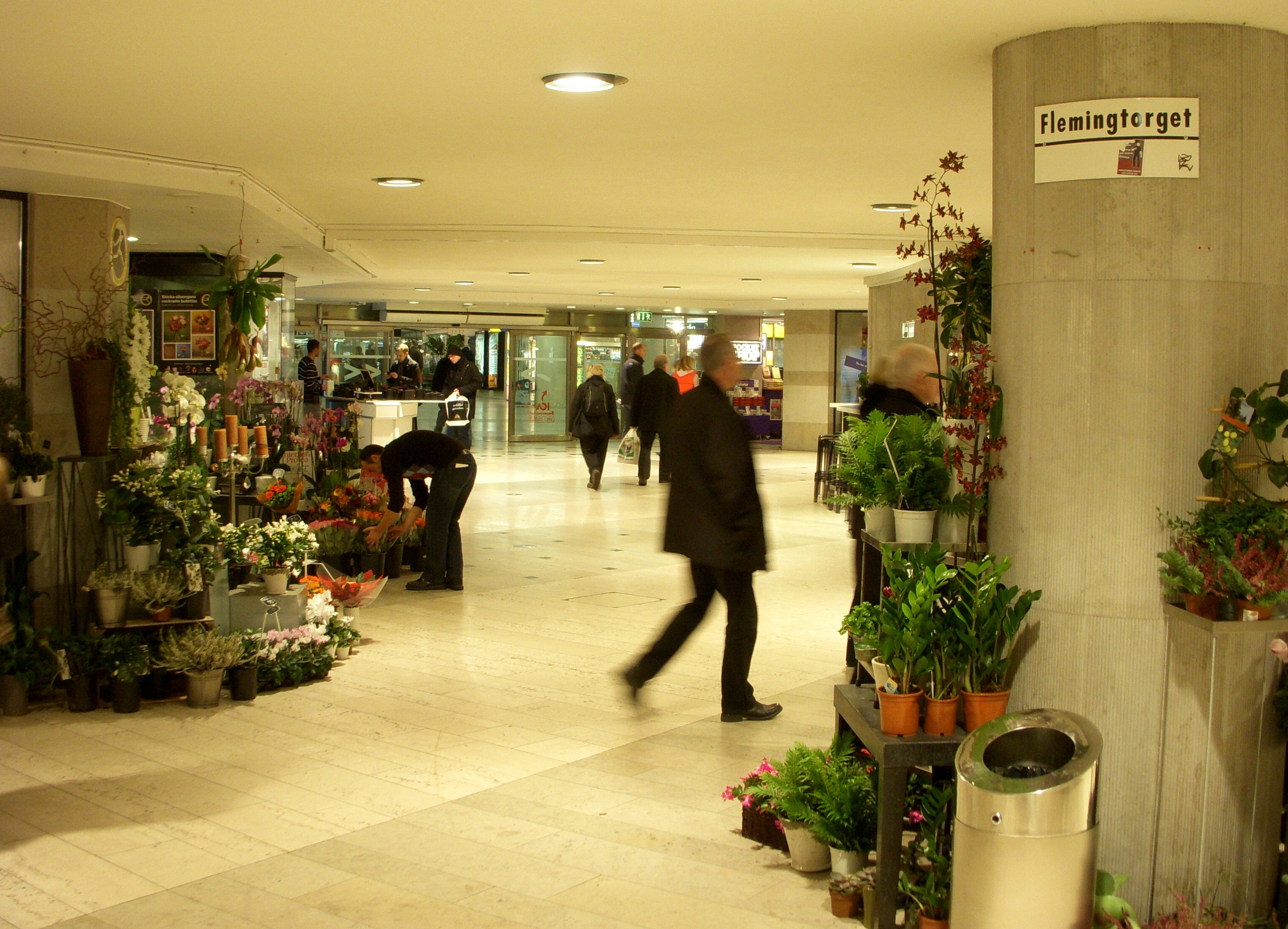
Flemingtorget i november 2009

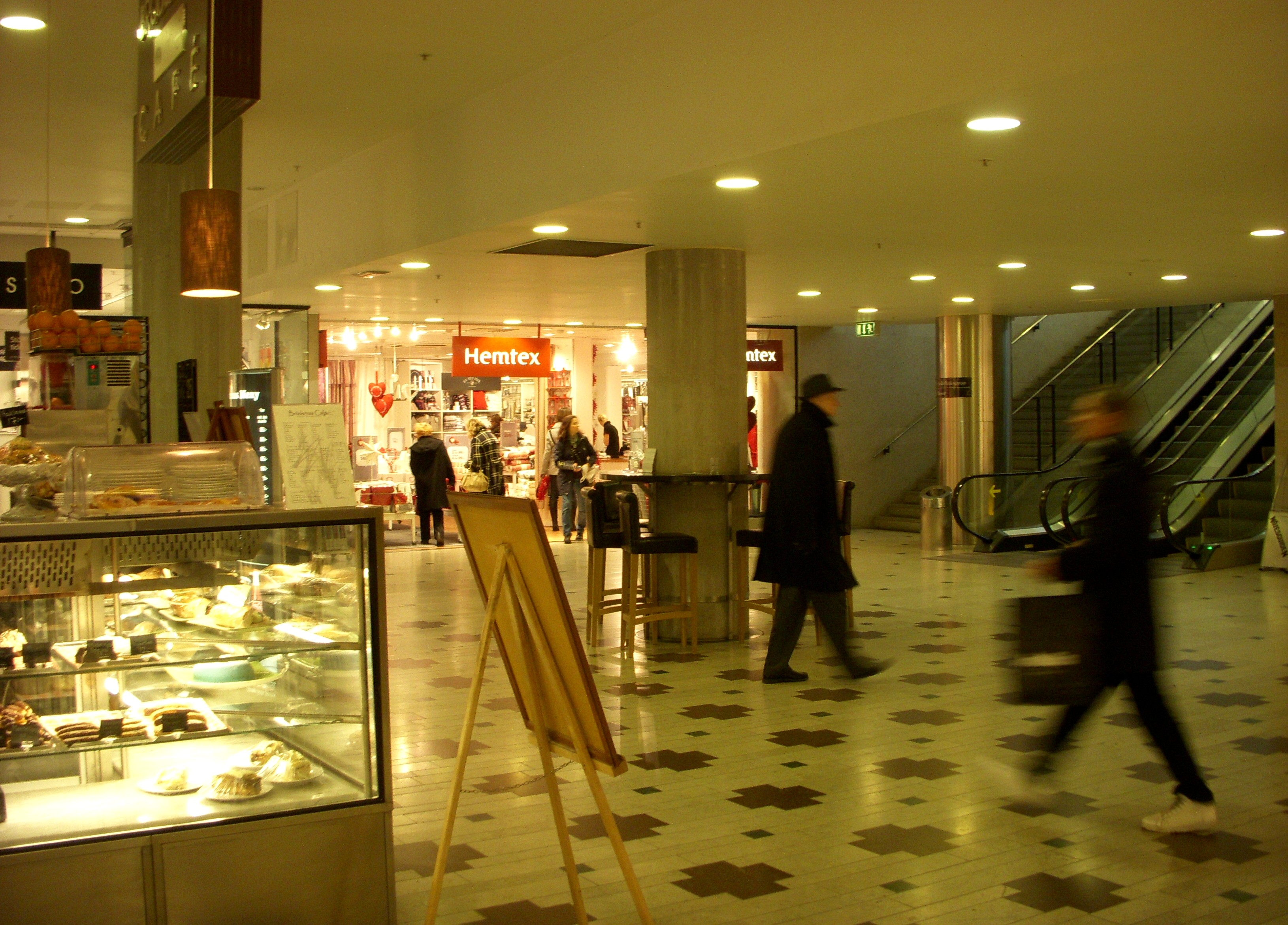
Flemingtorget i november 2009

Flemingtorget är det formella namnet på den underjordiska plats som ligger under korsningen S:t Eriksgatan och Fleminggatan på Kungsholmen i Stockholm. Flemingtorget ansluter till Västermalmsgallerian samt några fristående butiker, bland annat den stora livsmedelsaffären Daglivs. Dessutom finns en ingång till Fridhemsplans tunnelbanestation. Torget fungerar också som underjordisk passage för gående under den hårt trafikerade korsningen och har ett flertal uppgångar till båda sidorna av S:t Eriksgatan och Fleminggatan.

## Historia
Torget fick sitt nuvarande namn 2002 i samband med Västermalmsgallerians invigning då den äldre underjordiska passagen rustades upp. Stockholms kommunfullmäktige var inte eniga i beslutet, vänsterpartiet ville  döpa torget efter den svenska dokumentärfilmaren Birgitta Bergmark. Nuvarande namn härrör från stadsbyggaren Clas Larsson Fleming som även gav Fleminggatan sitt namn.
Den ursprungliga underjordiska passagen byggdes på 1970-talet i samband med nybyggnationer i kvarteren Trossen och Roddaren (de två kvarteren som ligger på norra sidan av korsningen). I detaljplanen (Pl. 6109) fastslogs att 
| ” | Gatukorset S.t Eriksgatan-Flemninggatan får underbyggas. Underbyggnaden som står i direkt förbindelse med tunnelbanans entréhall är avsedd för gångtrafik och utformas med uppgångar till gatunivå i kvarteren Trossen och Roddaren. Hallen avses även inrymma vissa butiker. | „ |